# Augusta-Madeleine de Hesse-Darmstadt
Augusta-Madeleine de Hesse-Darmstadt (6 mars 1657, Darmstadt – 1er septembre 1674, Darmstadt) est une princesse allemande et une poétesse renommée.

## Biographie
Augusta-Madeleine est la fille du comte Louis VI de Hesse-Darmstadt (1630-1678) de son mariage avec Marie-Élisabeth de Holstein-Gottorp (1634-1665), fille du duc Frédéric III de Holstein-Gottorp.
Comme son père et sa sœur Madeleine-Sibylle, elle est active en tant qu'écrivain. Elle traduit les Psaumes de David en allemand et écrit un recueil de poèmes intitulé La porte de la poésie allemande. Elle est décédée à seulement 17 ans et est enterrée dans l'Église de la Ville de Darmstadt.